# Atherigona mitrata
Atherigona mitrata este o specie de muște din genul Atherigona, familia Muscidae, descrisă de Seguy în anul 1955. Conform Catalogue of Life specia Atherigona mitrata nu are subspecii cunoscute.